# 大小通布岛
大通布岛（波斯語：‎，羅馬化：Tonb-e Bozorg；阿拉伯语：‎，羅馬化：Tunb al-kubra）和小通布岛（波斯語：‎，羅馬化：Tonb-e Kuchak；阿拉伯语：‎，羅馬化：Tunb al-sughra），是波斯湾东部的两座小岛，靠近霍尔木兹海峡，战略位置重要。历史上该岛先后为忽里模子、葡萄牙和英国统治。1971年11月，英国殖民势力撤离海湾后，伊朗出兵占领了原属英国保护地的阿布穆萨岛和大小通布岛。然而阿联酋对此表示反对，宣称对三岛拥有主权。现两岛属于伊朗霍爾木茲甘省管辖。

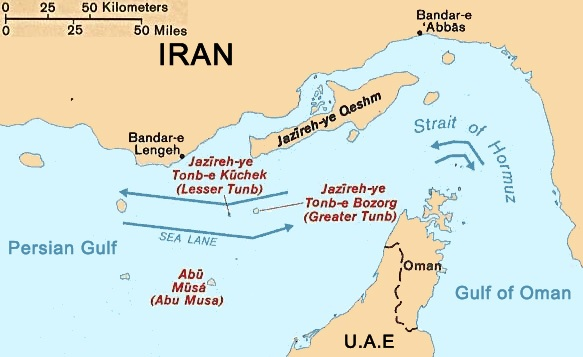
大通布岛（Tonb-e Bozorg）和小通布岛（Tonb-e Kuchak）在波斯湾的位置

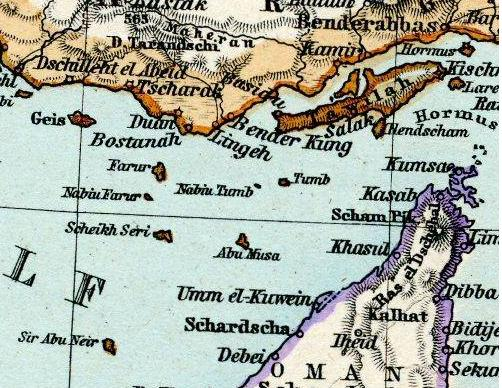
1891年的地图表示大通布岛（Tumb）和小通布岛（Nobiu Tumb）属于伊朗